# بنوره
بنوره (به عربی: بنورة) یک شهرداری در الجزایر است که در Bounoura District واقع شده‌است. بنوره ۳۵٬۴۰۵ نفر جمعیت دارد و ۴۹۳ متر بالاتر از سطح دریا واقع شده‌است.